# Mãe do Rio
Mãe do Rio é um município brasileiro do estado do Pará. Localizado a Leste do Pará, na mesorregião do Nordeste paraense, Microrregião do Guamá.

## Geografia
Localiza-se a uma latitude 02º02'47" sul e a uma longitude 47º33'02" oeste, estando a uma altitude de 52 metros. Possui uma área de 469,492  km² e sua população, conforme o Censo do IBGE de 2022, era de 34 353 habitantes, o que corresponde a uma densidade populacional de 73,19 hab/km².

## Turismo
Torna-se bastante movimentada por turistas de todo o país durante a vaquejada e o rodeio de Mãe do Rio. A vaquejada ocorre no final do mês de outubro.

## Esporte
A cidade foi destaque no meio esportivo do Pará por passar a ser sede do Santa Rosa Esporte Clube, um clube de futebol antes sediado no distrito de Icoaraci, pertencente a Belém.